# Тошиба
Тошиба (на японски: 株式会社東芝, Кабушики-гайша Тошиба; на английски: Toshiba) е японска транснационална корпорация, базирана в Токио, Япония. Разнообразните ѝ продукти и услуги включват информационни технологии и комуникационни устройства и системи, електронни компоненти и материали, захранващи системи, промишлена и обществена инфраструктура, консуматорска електроника, битова техника, медицинско оборудване, офис оборудване, осветление и логистика. Нарежда се сред най-големите производители на полупроводници в света.
Тошиба е основана през 1939 г. като Токио Шибаура Денки K.K. чрез сливането на Шибаура Сейсакушо (основана през 1875 г.) и Токио Денки (основана през 1890 г.). Името на компанията е променено на Тошиба през 1978 г. Компанията е разделена на четири подразделения.

## История
През 1939 г. се обединяват Шибаура Сейсакушо и Токио Денки. Шибаура Сейсакушо е основана като Танака Сейсакушо от Танака Хасишиге през юли 1875 г. като първата компания за производство на телеграфно оборудване в Япония. През 1904 г. тя е преименувана на Шибаура Сейсакушо. В началото на 20 век тя става голям производител на електрически машини, докато Япония се модернизира през периода Мейджи и става световна промишлена сила. Токио Денки, от друга страна, е основана като Хакунецуша през 1890 г. и е първият производител на крушки с нажежаема жичка в Япония. По-късно тя разнообразява бизнеса си с производство на друга битова техника, а през 1899 г. е преименувана на Токио Денки. Сливането на двете компании създава нова компания, наречена Токио Шибаура Денки (на японски: 東京 芝浦 電気). Скоро след това е кръстена Тошиба, но смяната на името не става официална чак до 1978 г.
Компанията се разраства бързо, тласкана от органичен растеж и от придобивания, купувайки фирми, занимаващи се с промишлено инженерство, през 1940-те и 1950-те години. Тошиба е отговорна за въвеждането на много стоки в Япония за пръв път, като например радара (1912), цифровия компютър (1954), транзисторната телевизия и микровълновата печка (1959), цветния видеотелефон (1971), текстообработващия процесор (1978), лаптопа (1986) и HD DVD (2005).
През 1987 г. Tocibai Machine, която е дъщерна фирма на Тошиба, е обвинена, че незаконно продава фрези с цифрово програмно управление, които се използват за производство на много тихи витла на подводници, на Съветския съюз, в разрез със споразумение на Координационния комитет за контрол на износа – международно ембарго, наложено върху някои страни от СИВ. Скандалът включва дъщерната фирма на Тошиба и норвежката компания Kongsberg Vaapenfabrikk. Инцидентът обтяга отношенията между САЩ и Япония и довежда до арестуването на двама високопоставени служители, както и налагането на икономически санкции срещу компанията и от двете страни.
През юли 2005 г. от British Nuclear Fuels Ltd обявяват, че планират да продадат Westinghouse Electric Company, която по това време е оценена на 1,8 милиарда щатски долара. Наддаването привлича интереса на няколко компании, но е спечелено от Тошиба, като според Financial Times, те са дали 5 милиарда щатски долара за сделката. Продажбата на Westinghouse от британското правителство изненадва много експерти в индустрията, които поставят под въпрос разумността на решението да се продаде един от най-големите производители на ядрени реактори в света, малко преди пазарът на атомната енергия да се очаква значително да нарасне.
През януари 2009 г. Тошиба придобива бизнеса за твърди дискове на Фуджицу. През януари 2014 г. Тошиба завършва придобиването на компанията за производство на SSD устройства OCZ.
През май 2015 г. Тошиба обявява, че проучва счетоводен скандал, който вероятно ще принуди компанията да преразгледа приходите си за последните три години. На 21 юли 2015 г. изпълнителният директор на компанията Хисао Танака обявява, че напуска и нарича скандала „най-ощетяващото събитие за компанията през 140-годишната ѝ история“. Печалбите на компанията са били преувеличени с 1,2 милиарда щатски долара през последните седем години. Осем други високопоставени длъжностни лица, сред които и двама бивши изпълнителни директора, напускат. Към декември 2015 г. скандалът вече е коствал на Тошиба 8 милиарда щатски долара от пазарната ѝ стойност.
На 27 март 2017 г. дъщерната Westinghouse пуска молба за защита от банкрут, след като строежът на няколко ядрени реактора е забавен и наложен с множество регулаторни такси.